# Coup d'État de 1996 au Niger
Le coup d'État de 1996 au Niger est un coup d'État militaire survenu le 27 janvier 1996 à Niamey, au Niger. Il renverse le premier président élu démocratiquement, Mahamane Ousmane, resté trois années au pouvoir, et installe le général Ibrahim Baré Maïnassara à la tête de l'État.

## Contexte
Le 27 mars 1993, au cours de la première élection présidentielle démocratique organisée au Niger, Mahamane Ousmane est élu président de la République avec 55,42 % des voix face à Mamadou Tandja, dans le cadre d'une constitution inspirée de la constitution française de la Ve République. Il doit faire face à une crise économique et sociale, ainsi qu'à une rébellion touarègue. Il signe un accord de paix avec les Touaregs le 24 avril 1995. Mais à la suite d'un renversement d'alliances, il se retrouve en minorité au parlement nigérien. Il provoque des élections législatives anticipées, en février 1995, qui sont remportées par la principale force d'opposition, le Mouvement national pour la société du développement (MNSD) de Mamadou Tandja. Un proche de Mamadou Tandja, Hama Amadou, devient premier ministre dans le cadre d'une cohabitation avec le président Ousmane, une situation politique complexe dans une démocratie encore récente.
Le conflit politique entre le président et le premier ministre paralyse le pays pendant presque une année, alors que la situation économique est déjà catastrophique à la suite du blocage des négociations avec les bailleurs de fonds dû à l'incertitude politique, des cours en baisse de la seule production d'exportation, l'uranium, et d'une dépréciation du naira nigérian qui annule l'effet de la dévaluation du franc CFA. S'y ajoute une crise sanitaire avec une épidémie de méningite, en 1995, contre laquelle les réactions des pouvoirs publics sont inadaptées.
À la tête de l'état-major des Forces armées nigériennes (FAN), Ibrahim Baré Maïnassara (surnommé IBM), un officier parachutiste, connait bien le pouvoir pour avoir participé, âgé de 25 ans, au coup d'état de Seyni Kountché, en 1974, à la suite d'un contexte économique là encore dramatique. Le colonel Baré Maïnassara est resté constamment, depuis 1974 proche des premiers cercles du pouvoir. Ex-attaché militaire et ambassadeur à Paris, il est également bien connu de l'ancienne puissance coloniale, la France, dont l'influence est restée déterminante. Baré Maïnassara menace une première fois d'une intervention militaire fin 1995 si les querelles politiques ne cessent pas. Un premier compromis politique est trouvé. Mais il ne dure que quelques semaines. En janvier 1996, la situation politique semble de nouveau bloquée, le président Ousmane menace une nouvelle fois l'Assemblée de dissolution, et la majorité parlementaire répond en le menaçant de destitution,.

## Événements
L'après-midi du 27 janvier, l'armée, commandée par le colonel Baré Maïnassara, entre en action. Elle emprisonne les trois premiers personnages de l’État et suspend les partis politiques. Plusieurs soldats et des membres de la garde présidentielle sont tués dans les combats. La direction de l’État est confiée à un Conseil de salut national de douze membres, avec à sa tête le colonel Baré Maïnassara.

## Suites du coup d'État
La constitution est revue, renforçant encore le pouvoir présidentiel. Ibrahim Baré Maïnassara organise, sous la pression de la communauté internationale, de nouvelles élections présidentielles.
Pour ce faire, les partis politiques sont de nouveau autorisés en mai 1996. Ils présentent quatre candidats, dont l'ancien président Mahamane Ousmane, ainsi que Mamadou Tanja, dirigeant du MNSD. L'officier parachutiste, Baré Maïnassara, devenu général « à la demande de la chefferie », est le cinquième candidat, insistant sur son indépendance par rapport à ces partis. Les élections se déroulent en juillet 1996, et sont particulièrement douteuses,. Baré Maïnassara a dû dissoudre la Commission électorale nationale indépendante, pour parvenir à ses fins. Des élections législatives suivent en novembre 1996, mais elles sont boycottées par les différents partis de l'opposition pour protester contre les fraudes électorales de juillet 1996. Les candidats favorables à Ibrahim Baré Maïnassara remportent tous les sièges de l'assemblée. Le général Baré Maïnassara peut s'appuyer sur ces élections pour rester au pouvoir, malgré l'intention affichée initialement de le rendre aux civils dès que possible,, et ceci jusqu'en janvier 1999, où il est renversé par un autre coup d’État.